# Argiope bruennichi
Păianjenul viespe (lat. Argiope bruennichi) este o specie de păianjeni țesători sferici. Este cel mai des întâlnit păianjen din genul Argiope din Europa, inclusiv România.

## Descriere
Corpul acestui păianjen este alungit, masculul ajungând până la 6 mm lungime, iar femela până la 25 mm. Prosoma are nuanțe argintii – albe. Culoarea opistosomei reprezintă o succesivitate a dungilor transversale galbene și negre. Această pigmentație îi oferă un camuflaj, păsările confundând păianjenul cu o viespe. Unele cercetări au demostrat că dungile pestrițe au capacitatea de a atrage insectele care nu recunosc păianjenul din centrul pânzei. Dar cu totul altă colorație prezintă masculul: prosoma și picioarele sunt brunii, iar opistosoma este maronie cu dungi longitudinale albe. Picioarele, atât la femele cât și la mascul, posedă spini negri.

## Reproducere

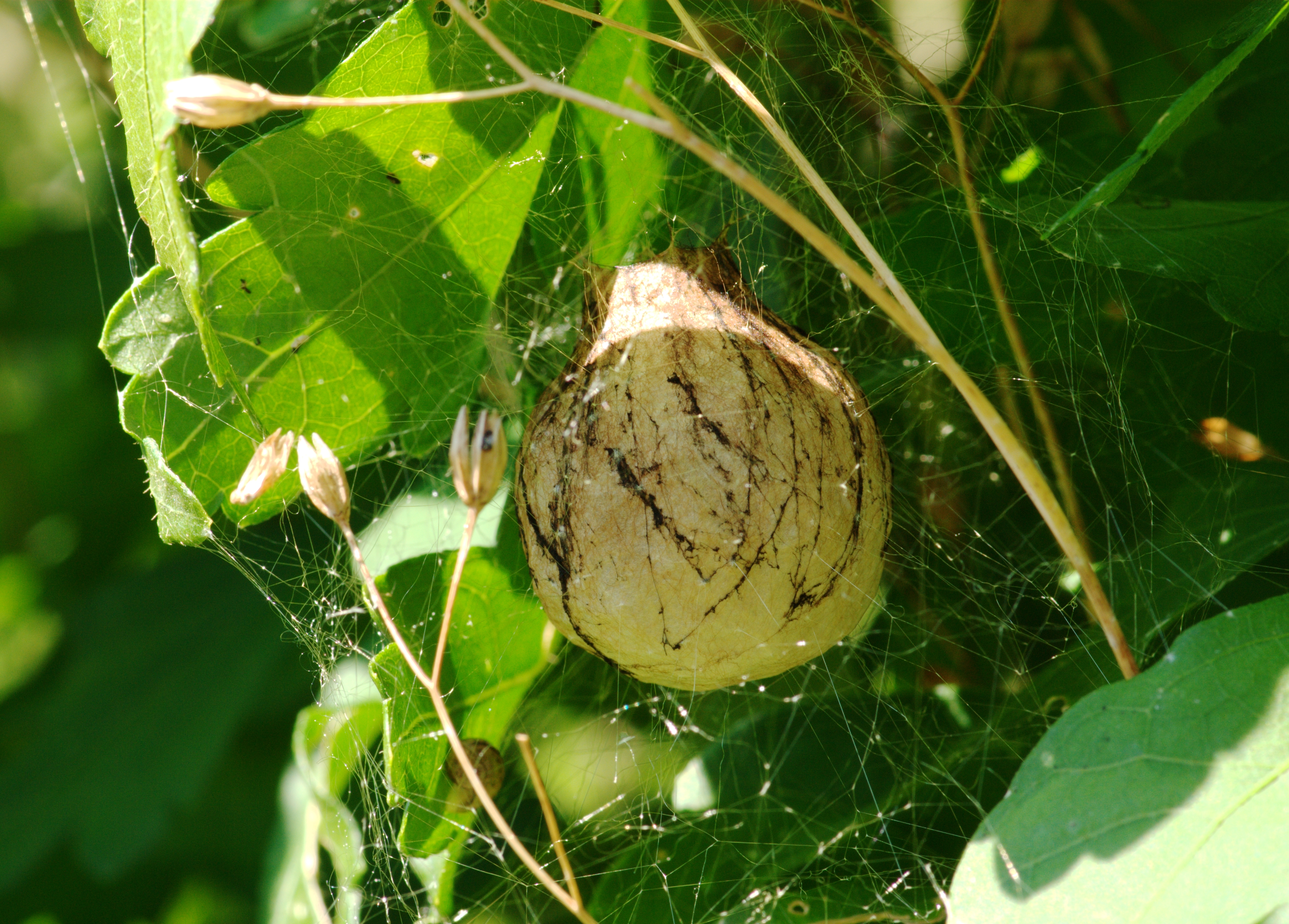
Cocon cu ouă

Împerecherea are loc la sfârșitul luni iulie și începutul lui august. Argiope bruennichi se numără printre multele specii de păianjeni care practică canibalismul sexual cu diferite grade de succes și poliandrie (când o femelă copulează cu mai mulți masculi). De aceea, imediat după copulare, masculul încearcă să fugă. Uneori el așteaptă lângă pânza femelei ca ea să năpârlească pentru ultima oară. În acest moment, după năpârlire, chelicerele femelei sunt moi, incapabile să muște. S-a observat că 80% din masculi voluntar își dezmembrează organul copulator de la vârful pedipalpului. Acesta împiedică fertilizarea femelei de către un alt mascul. Se pare că organele genitale ale masculilor din această specie sunt complexe, în ceea ce privește structura, nu numai pentru transferul spermatozoizilor, dar și au un rol important în alegerea partenerei și se dezmembrează în anumite puncte prestabilite. După fecundare, femela depune 200-300 ouă într-un cocon de culoare maro, suspendate în iarba sau deasupra solului. Păianjeni tineri eclozează și părăsesc coconul în căutarea hranei.

## Modul de viață

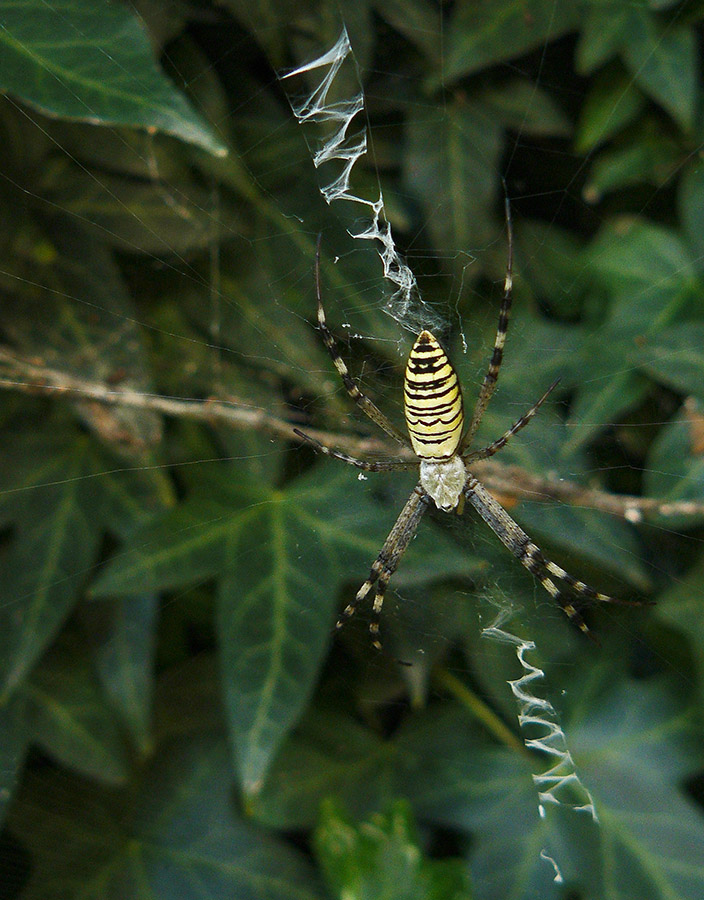
Pânză cu stabilimentum

Păianjenul viespe țese o pânză sferică, în spirală, în amurg. În medie, păianjenul are nevoie de 40 de minute pentru a construi plasa. Pânza este fixată printre iarbă la înălțimea de 20–70 cm deasupra solului. Populează zonele cu iarbă înaltă sau marginile pădurilor, uneori poate fi găsit în localități. Pânza este alcătuită din 19 - 41 raze (media e 30). 

Din centrul pânzei spre pereferi, păianjenul țese două benzi verticale, una în jos, alta în sus. Benzile se numesc stabilimentum și reprezintă straturi late de mătase. Rolul lor încă nu este cunoscut, dar se presupune că ele atrag insectele prin reflectarea razelor ultraviolete. O altă ipoteză explică prezența stabilimentum-ului ca mijloc de consolidare și stabilizare a pânzei în timpul vibrației.

Prada prinsă în pânză este imediat înfășurată cu mătase. Apoi, păianjenul injectează venin și enzime digestive care digeră parțial victima. Prada lichifiată este aspirată cu mușchii atașați de faringe. Hrana principală a păianjenului viespe este constituită din diferite insecte, precum: lăcuste, muștele și albinele și pot consum până la patru insecte pe zi.

## Răspândire
Acest păianjen este foarte bine cunoscut în Europa Centrală, Europa de Nord, Africa de Nord și regiunile mediteraniene ale Asiei. Specia include doar o singură subspecie – Argiope bruennichi nigrofasciata Franganillo, 1910 (Portugalia).